# Il-Qortin tal-Magun u l-Qortin il-Kbir
Il-Qortin tal-Magun u l-Qortin il-Kbir este o arie protejată (arie specială de conservare — SAC, sit de importanță comunitară — SCI) din Malta întinsă pe o suprafață de 53,49 ha, integral pe uscat.

## Localizare
Centrul sitului Il-Qortin tal-Magun u l-Qortin il-Kbir este situat la coordonatele 36°03′02″N 14°18′32″E / 36.0506°N 14.309°E.

## Înființare
Situl Il-Qortin tal-Magun u l-Qortin il-Kbir a fost declarat sit de importanță comunitară în august 2006 pentru a proteja un număr necunoscut de specii din flora spontană și fauna sălbatică aflate în arealul zonei. Situl a fost protejat și ca arie specială de conservare în decembrie 2016.

## Biodiversitate
Situată în ecoregiunea mediteraneană, aria protejată conține 5 habitate naturale: Faleze cu vegetație de Limonium spp. endemic de pe coastele mediteraneene, Stepe sărăturate mediteraneene (Limonietalia), Tufărișuri termo-mediteraneene și de pre-deșert, Phrygana din Mediterana de Vest de pe vârfurile falezelor (Astragalo-Plantaginetum subulatae), Păduri de Olea și Ceratonia.
La baza desemnării sitului se află un număr nedeclarat de specii protejate.